# Casa-fàbrica Martí i Salarich
La casa-fàbrica Martí i Salarich és un edifici situat al carrer de Guifré, 9 del Raval de Barcelona, catalogat com a bé amb elements d'interès (categoria C) arran de la MPEP del Patrimoni Arquitectònic Històrico-Artístic al districte de Ciutat Vella, per a incorporar el Patrimoni Industrial del Raval (Fàbriques i Cases Fàbrica).

## Història

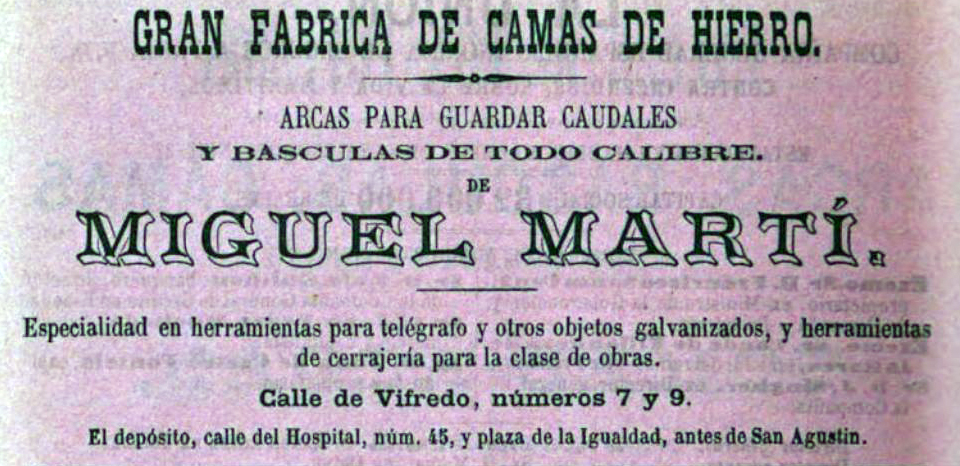
Anunci publicitari (1863)

El 1859, el comerciant i terraninent Rafael Sabadell i Permanyer, va establir en emfiteusi una parcel·la al serraller Miquel Martí i Salarich, on aquest va fer construir un edifici de planta baixa (núms. 7 i 9) destinat a fàbrica de llits i altres objectes de ferro. El gener del 1862, Martí va presentar un projecte de remunta del mestre d'obres Felip Ubach, i el març un de nova planta per al núm. 9, del mateix autor.
El 1866, i per a pagar uns deutes, vengué la finca als germans Jaume (succeït el 1883 pel seu fill Bernat) i Maria Ollé i Figuerola, als qui també havia de donar els ingressos procedents de la venda de «camas de hierro y demás efectos». Aleshores, va traslladar la producció a l'antic taller de Salvador Mañach al carrer d'en Robador, 41 i 43.

## Descripció
Es tracta d'un edifici de planta baixa amb un altell o entresolat (on hi havia un taller), i quatre pisos amb terrat. Als baixos, el parament és d'imitació de carreus de pedra del basament. Tres alts arcs de mig punt donen accés, a banda i banda, a la zona de producció, i al mig, al vestíbul. Els dos establiments conserven un parell de patis coberts i la zona de tallers, amb paraments de maó, pilars de fosa i paviments de pedra.
Els altells de la planta baixa s'obren a la façana a través de balcons amb ampit de forja a base de volutes, i el central té la data 1863. A la resta de plantes, les obertures s'estructuren en tres eixos verticals, en forma de balcons de llosana pedra motllurada amb volada decreixent i barana de ferro forjat a base de volutes. Els emmarcaments de les obertures es presenten emmarcades amb pedra de Montjuïc, i a nivell dels forjats hi ha una motllura d'estuc.
El vestíbul acull una doble escala vers el distribuïdor, disposat a l'entresol i que dona accés a l'escala de veïns i els altells dels establiments. Tot i que ha arribat als nostres dies profundament modificat, conserva les baranes de ferro forjat de l'escala, ornat a base de volutes i elements vegetals.